# Эльгыгытгын
Эльгыгы́тгын (Эльгытхын, Эльгыгыдгын, Эльгыдхын) — кратерное озеро на Чукотке. Расположено на севере Анадырского плоскогорья, в Анадырском районе, примерно в 385 километрах к северо-западу от Анадыря.
Название переводится с чукотского как «белое озеро».

## Физико-географическая характеристика

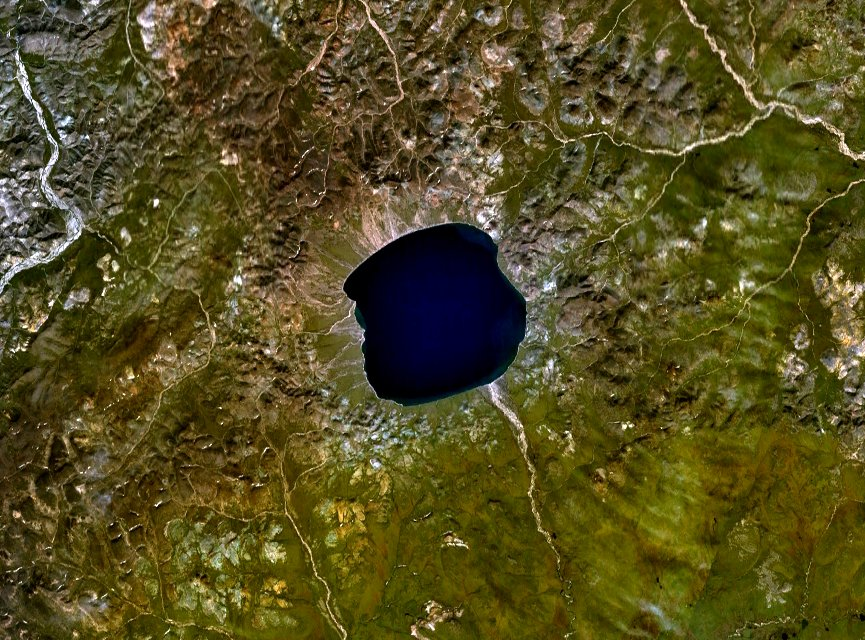
Снимок озера со спутника Landsat 7

- Диаметр озера — около 12 километров[1][10];
- глубина в центральной части 169 м[11];
- максимальная глубина — 174 м[12];
- площадь — 119[5] км²;
- объём — 14,1 км³[1];
- площадь водосборного бассейна — 293[5] км²;
- средняя температура около 3 °C[13] в придонных слоях и около 0 °C у поверхности;
- высота над уровнем моря — 489 м[14].

Бо́льшую часть года поверхность озера покрыта льдом, в некоторые годы он не успевает растаять даже летом. Берега озера скованы вечной мерзлотой, её толщина 481 м. В озеро впадает около 50 притоков. В устьях рек и ручьёв вода озера летом может прогреваться до +7- +10 °C. Из озера вытекает река Энмываам (приток реки Белой, бассейн Анадыря).
Постоянные поселения вблизи озера отсутствуют, к нему нет дорог.
Донные отложения озера имеют мощность около 500 м и являются хранилищем ценной информации об условиях природной среды этого региона за последние три с половиной миллиона лет.

## Ихтиофауна
Условия в озере Эльгыгытгын чрезвычайно суровы для существования в нём ихтиофауны, поскольку оно не менее 10 месяцев в году полностью покрыто льдом, а в некоторые годы лёд на нём держится круглый год и не тает даже летом. Ввиду этого озеро классифицируется как ультраолиготрофное. Тем не менее в различных по глубине слоях вод озера Эльгыгытгын обитают три вида рыб, которые все принадлежат к гольцам (палиям): крупная и хищная боганидская палия, а также планктоноядные малоротая палия и длиннопёрая палия Световидова (Salvethymus svetovidovi — вид описан в 1990 году). Два из трёх видов рыб озера Эльгыгытгын, малоротая палия и длиннопёрая палия Световидова, являются эндемиками, не встречающимися нигде за его пределами. Примечательно, что в популяции боганидской палии, находящейся на верхушке пищевой цепи озера, присутствуют две группы особей: быстрорастущая, поедающая длиннопёрую палию, и медленнорастущая, потребляющую в основном малоротую палию. Все три вида рыб занесены в Красную книгу России. В целях их охраны озеро объявлено памятником природы Чукотки.

## Происхождение
Озеро образовалось около 3,6 миллионов лет назад. Котловина озера имеет метеоритное происхождение и представляет собой заполненный водой ударный кратер (астроблему). Долгое время существовало предположение, что это вулканический кратер, но оно было опровергнуто результатами бурения дна озера в 2008 году. Кратер расположен в горных породах вулканического происхождения (включая туфы) и на момент исследований являлся единственным известным на Земле ударным кратером в породах такого типа.

## Исследования
Первым озеро описал Сергей Владимирович Обручев в 1930-х годах. В его работах это озеро называлось Эльгыдхын.
В 1950-х годах исследования проводили сотрудники Анадырской мерзлотной станции. Были произведены замеры глубин, измерена температура, взяты пробы воды, проведена съёмка береговой линии озера, отобраны образцы горных пород из скважин и обнажений, образцы донных отложений озера, пробы планктона, контрольные пробы озёрной воды.
В 1984 году экспедицию на озеро предпринял магаданский писатель Альберт Мифтахутдинов, посвятив её 50-летию Олега Куваева.
В 1980—1990-е годы на озере работали специалисты Северо-Восточного комплексного НИИ (Магадан). Было опубликовано множество статей и книг о результатах экспедиций.
В 1998, 2000, 2003, 2008 и 2009 годах к озеру отправлялись международные экспедиции: исследователи Института геологии и геофизики Лейпцигского университета, Института полярных и морских исследований им. Альфреда Вегенера (Германия), Массачусетского и Аляскинского университетов (США), российские учёные из Арктического и антарктического НИИ Росгидромета (Санкт-Петербург) и Северо-Восточного комплексного НИИ Дальневосточного отделения РАН. Международный проект «Палеоклимат озера Эльгыгытгын» финансировался США и Германией.
В августе 2020 года сотрудники Кроноцкого заповедника, Московского государственного университета им. М. В. Ломоносова, Института проблем экологии и эволюции им. А. Н. Северцова РАН и Института биологии развития им. Н. К. Кольцова РАН в рамках научной экспедиции провели исследования ихтиофауны озера Эльгыгытгын. Учёные также собрали гидробиологические материалы — пробы беспозвоночных, населяющих дно озера и толщу воды. Проведены инструментальные комплексные измерения параметров среды обитания рыб.

## Бурение дна озера в 2008—2009 гг
Зимой 2008—2009 гг. международной группой учёных из России, Германии и США было проведено бурение дна озера Эльгыгытгын с установленного на льду оборудования и проведено исследование донных отложений озера и находящихся под ними пород.
В результате бурения скважины под 225-метровой толщей озёрных отложений обнаружен слой ударной брекчии — зювита мощностью более 200 метров. Породы такого типа образуются только в ударных кратерах — таким образом, метеоритное происхождение озера было окончательно подтверждено. Вместе с тем установленное в ходе исследования время образования ударного кратера озера (около 3,6 млн лет назад) исключило его из числа кандидатов на роль источника выброса тектитов, сформировавших Австралазийское тектитовое поле.

### Эльгыгытгын в художественной литературе
- Два цвета земли между двух океанов. Олег Куваев
- Отчёт об одной экспедиции. Альберт Мифтахутдинов